# Армвоенюрист
Армвоенюрист — сокращённое название должности «армейский военный юрист» и персональное воинское звание высшего начальствующего состава РККА. Выше корвоенюриста, являлось высшим званием военно-юридического состава РККА.

## История
Введено Постановлением ЦИК СССР и СНК СССР от 22.09.1935 «О введении персональных военных званий начальствующего состава РККА» взамен всех прежних званий военно-юридического состава служебной категории К-14. В органах и войсках НКВД это звание было установлено приказом № 331 от 23 октября 1935 года. Присваивалось постановлениями ЦИК СССР и СНК СССР.  
| Род войск                                       | Соответствующее звание/должность |
| В командном составе                             | В командном составе |
| ----------------------------------------------- | --- |
| в сухопутных и военно-воздушных силах           | командарм 2-го ранга |
| Народный комиссариат внутренних дел СССР        | Комиссар государственной безопасности 2-го ранга, введённое постановлением ЦИК и СНК СССР от 7 октября 1935 года (военнослужащие пограничных и внутренних войск НКВД имели воинские звания, принятые в РККА) |
| Военно-Морской Флот СССР                        | Флагман флота 2-го ранга |
| ВВС ВМФ и береговая служба                      | командарм 2-го ранга |
| В начальствующем составе                        | |
| в военно-политическом составе всех родов войск  | армейский комиссар 2-го ранга |
| в военно-техническом составе всех родов войск   | арминженер |
| в военно-техническом составе ВМФ                | инженер-флагман флота |
| в военно-хозяйственном составе всех родов войск | арминтендант |
| в военно-медицинском составе всех родов войск   | армврач |
| в военно-ветеринарном составе всех родов войск  | армветврач |

В марте 1940 года по проекту К.Е. Ворошилова предполагалось ввести вместо звания армвоенюриста звание юрист-генерал.
Постановлением ГКО СССР от 4 февраля 1943 г. № 2822  г. «О введении персональных воинских званий инженерно-техническому, юридическому и административному составу Красной Армии» для юридического состава Красной Армии вводились новые общевойсковые воинские звания с добавлением слова «юстиции» после наименования звания.

## Знаки различия
Знаки различия: четыре «ромба» и выше них золотистый щит с скрещёнными мечами в петлицах. Базовые цвета: темно-зеленые петлицы и красные канты; однако цвет поля петлиц и кантов мог быть по роду войск (например, В. Ульрих) носил общевойсковые петлицы малинового цвета с черной окантовкой).
| Красная Армия      | Красная Армия | Военно-морской флот          | Военно-морской флот       |
| ------------------ | ------------- | ---------------------------- | ------------------------- |
| петлицы            | петлицы       | Нарукавные знаки (галуны)    | Нарукавные знаки (галуны) |
| гимнастерка, френч | шинель        | Шинель, бушлат, белый китель | Тужурка, синий китель     |
|                    |               |                              |                           |

## Присвоения
За историю существования звание армвоенюриста было присвоено двум военнослужащим:
| Фамилия, имя, отчество                 | Дата присвоения звания | Примечание |
| -------------------------------------- | ---------------------- | ---------- |
| Ульрих, Василий Васильевич (1889—1951) | 20.11.1935             |            |
| Розовский, Наум Савельевич (1898—1942) | 22.02.1938             |            |